# رابرت هیوسن
رابرت هیوسن (به انگلیسی: Robert H. Hewsen) (زاده  ۲۰ مه ۱۹۳۴ - درگذشته ۱۷ نوامبر ۲۰۱۸) تاریخ‌دان آمریکایی و استاد بازنشسته تاریخ دانشگاه رووان و متخصص در زمینه تاریخ باستان جنوب قفقاز است. هیوسن نویسنده کتاب ارمنستان: اطلس تاریخی به سال ۲۰۰۱ است.

## زندگی‌نامه
رابرت هیوسن در ۱۹۳۴ میلادی در شهر نیویورک در خانواده‌ای ارمنی-آمریکایی به دنیا آمد. او ۷ سال را در اروپا با نیروی هوایی آمریکا و در حال مطالعه بود. او لیسانس تاریخش را از دانشگاه مریلند دریافت کرد و دکترایش را از دانشگاه جرج‌تاون در سال ۱۹۶۷ میلادی گرفت. همان سالی که او به دانشکده تاریخ در دانشگاه رووان پیوسته بود، او به مدت ۳۰ سال تاریخ بیزانس و روسیه را تدریس می‌کرد. پس از بازنشستگی از دانشگاه رووان در ژوئیه ۱۹۹۹ میلادی، او در دانشگاه شیکاگو، دانشگاه کلمبیا، دانشگاه ایالتی کالیفرنیا، فرسنو و دانشگاه کالیفرنیا، لس‌آنجلس تدریس کرد.

## آثار
کتاب‌ها:
- Armenia: A Historical Atlas. University of Chicago Press. 2001. ISBN 978-0-226-33228-4.
- Ethno-history and the Armenian influence upon the Caucasian Albanians. Classical Armenian culture: Influence and creativity. Philadelphia: Scholars Press. 1982.

فصل کتاب:
- "The Kingdom of Arc'ax". Medieval Armenian Culture (University of Pennsylvania Armenian Texts and Studies). Chico, California: Scholars Press. 1984. {{cite book}}: Unknown parameter |editors= ignored (|editor= suggested) (help)

مقاله‌ها:
- "Science in Seventh-Century Armenia: Ananias of Širak". Isis. 59 (1): 32–45. Spring 1968. doi:10.1086/350333.
- "The Autumn Glossary". Armenian Review. 13 (3): 90–93. Autumn 1960.
- "The Legend of Akhtamar (A Ballad)". Armenian Review. 12 (2): 64–66. Summer 1959.
- Anatolia and Historical Concepts // The California Institute for Ancient Studies, a Velikovskian site